# 杰夫·范德米尔

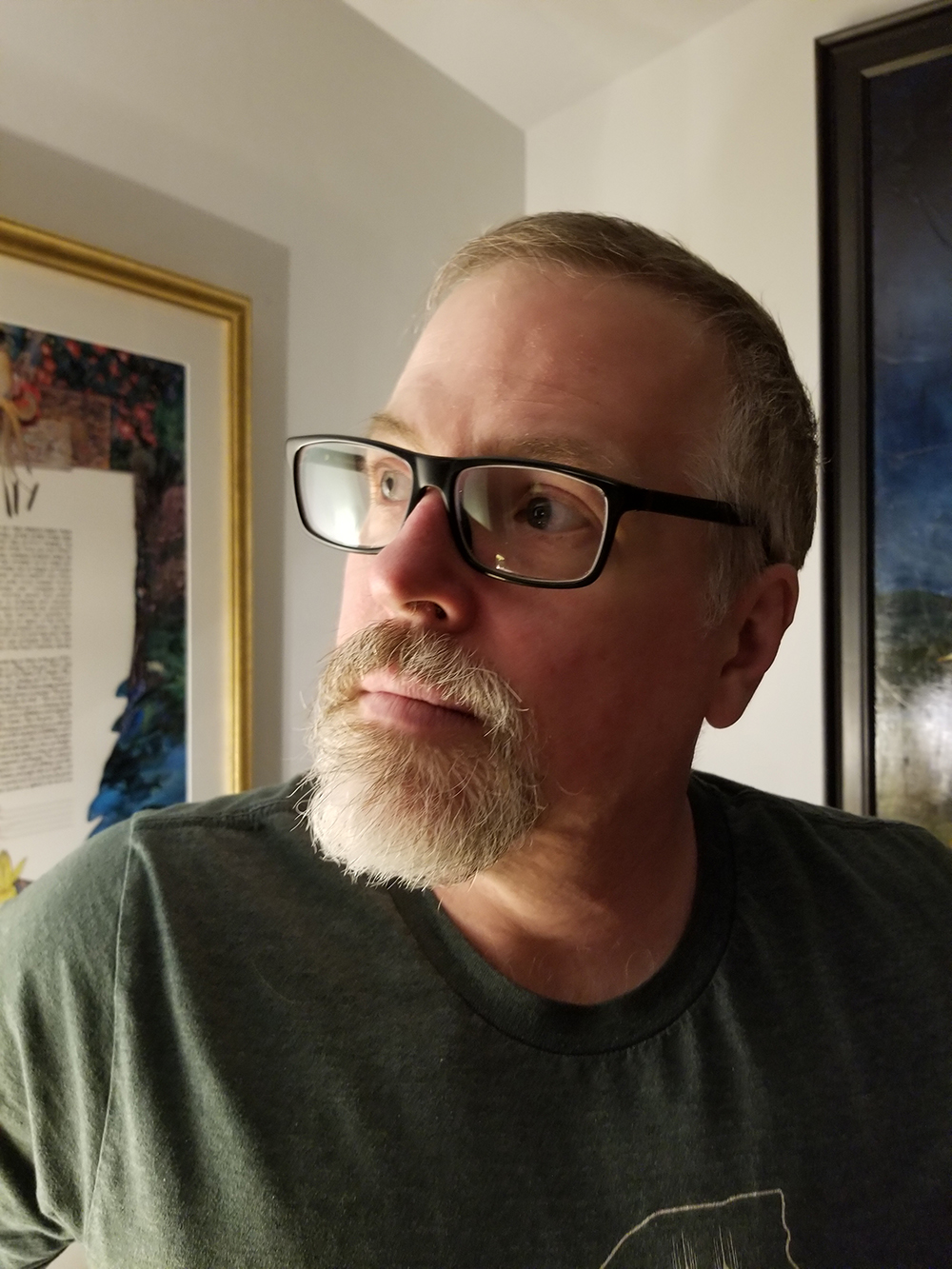
杰夫·范德米尔

杰夫·范德米尔（Jeff VanderMeer，1968年7月7日- ）是一位美国作家、编辑和文学评论家。他的主要作品有《遗落的南境系列》，其第一部曾獲得星雲獎最佳長篇小說這一榮譽，并被导演亚历克斯·加兰改编成電影滅絕。 